# Miladin Kozlina
Miladin Kozlina (* 11. Februar 1983 in Celje) ist ein slowenischer Handballspieler. Seine Körperlänge beträgt 1,98 m.
Kozlina ist er für die slowenische Nationalmannschaft (Rückennummer 2) aktiv. Am Anfang seiner Karriere wurde er vor allem auf Linksaußen eingesetzt, inzwischen spielt er wegen seiner gestiegenen Wurfkraft aber vermehrt im linken Rückraum. 
Miladin Kozlina begann mit dem Handballspiel beim slowenischen Serienmeister RK Celje in seiner Heimatstadt. 2003 debütierte er in der ersten slowenischen Liga und gewann seitdem 2003, 2004, 2005, 2006 sowie 2007 die slowenische Meisterschaft, 2004, 2006 sowie 2007 den slowenischen Pokal und als Höhepunkt 2004 die EHF Champions League. War er in seinen ersten Jahren noch meist zweite Wahl hinter Siarhei Rutenka und später Sjarhej Harbok, so zählte er spätestens seit Harboks Abschied 2007 zu den Führungsspielern seines Teams. Zwischen Februar 2011 und Juni 2011 spielte Kozlina beim deutschen Bundesligisten FRISCH AUF! Göppingen. Anschließend unterschrieb er einen Vertrag dem mazedonischen Erstligisten RK Metalurg Skopje, der im Sommer 2013 nicht verlängert wurde. Nachdem Kozlina eine Schulterverletzung auskuriert hatte, schloss er sich im November 2013 dem Lokalrivalen RK Vardar Skopje an. Von 2014 bis 2017 stand Kozlina beim deutschen Verein GWD Minden unter Vertrag, mit dem er in der Saison 2014/15 aus der Bundesliga ab- und ein Jahr später wieder aufstieg. Im Oktober 2017 nahm ihm der deutsche Zweitligist HC Rhein Vikings unter Vertrag. Im Januar 2019 wechselte er zum Ligakonkurrenten Wilhelmshavener HV.
Miladin Kozlina hat bisher 117 Länderspiele für die slowenische Nationalmannschaft bestritten.